# Eremippus pusillus
Eremippus pusillus är en insektsart som beskrevs av Bei-bienko 1948. Eremippus pusillus ingår i släktet Eremippus och familjen gräshoppor. Inga underarter finns listade i Catalogue of Life.